# Sparkle Computer
Pour les articles homonymes, voir Sparkle.
Sparkle Computer Co. Ltd. est une entreprise fondée en 1982, et basée  Taipei, Taïwan. 
La société construit des cartes graphiques à base de chipsets graphiques NVIDIA exclusivement. Elle commercialise ses cartes graphiques sous la marque Sparkle sur les 5 continents et dans plus de 80 pays. Ses usines sont situées à Taipei Hsien, Taïwan. Elles ont reçu la certification ISO 9002, ISO 14001 et QS-9000.